# Tomasz Sobieraj (artysta)
Tomasz Marek Sobieraj (ur. 1 lipca 1964 w Łodzi) – prozaik, poeta, eseista, krytyk literacki, fotograf. Absolwent Uniwersytetu Łódzkiego (geografia, hydrologia i klimatologia). Redaktor naczelny kwartalnika Krytyka Literacka. Stypendysta Ministerstwa Kultury i Dziedzictwa Narodowego.

## Twórczość
Na twórczość fotograficzną Tomasza Marka Sobieraja składają się głównie cykle dokumentalne, reportaże, fotoopowiadania i fotopoematy, niekiedy martwe natury, akty i krajobrazy wykonywane na tradycyjnych materiałach srebrowych, bez komputerowych przetworzeń, sporadycznie aparatem otworkowym. Dopełnieniem przekazu wizualnego bywają rozbudowane podpisy podkreślające narracyjny charakter wypowiedzi. Sobieraj zajmuje się również zagadnieniami teoretycznymi; sformułował koncepcję dyfuzjonizmu fotograficznego, paralelizmu (rzeczywistości równoległej), opracował system podstawowych terminów i pojęć dotyczących fotografii. Nominowany do Prix Pictet – The Global Award in Photography and Sustainability.
Twórczość literacką Sobieraja cechuje filozoficzna refleksja, estetyzm, indywidualizm, ironia, erudycyjne aluzje, sugestywność. Jego liryka to przykład dialogu z poprzednikami i próba syntezy różnych kierunków literackich; wyrasta z europejskiej tradycji romantycznej, modernizmu, symbolizmu, ekspresjonizmu przede wszystkim jednak z poetyki takich twórców, jak Walt Whitman, Robert Frost, Konstandinos Kawafis, Allen Ginsberg. Proza Sobieraja wymyka się jednoznacznym klasyfikacjom, łączy poetycki opis z dygresyjnością i reportażem, przypowieść filozoficzną z historycznym epizodem, metafizykę z zagadnieniami przyrodniczymi.

## Twórczość fotograficzna
- Społeczne eseje fotograficzne, m.in. Kolosalna morda miasta (1998-2002), A perfect day (2005), Our street is quite ordinary (2005), Za bramami Ziemi Obiecanej (2012-2013);
- cykle fotograficzne, m.in. Krzyki (2006), Masy kompozycyjne (2006), Obiekty banalne (2006, 2010), Pieśń wysokiego wichru (2007-2009), Ulica Krokodyli (2007);
- fotografie sekwencyjne, narracyjne, fotoliryki, m.in. I'm only lusting after your body (2003), The lockless door (2005), Touch sensitive (2005), Tutaj (2007), Nienawidzę małych miasteczek (2007);
- fotokasty, m.in. Kocham twoją urodę złą (2003-2005), W poprzek (2005).

Jego prace znajdują się w Southeast Museum of Photography, Fotomuseum Antwerp, International Center of Photography oraz w kolekcjach w USA, Niemczech, Wlk. Brytanii, Austrii, Izraelu i Polsce. W działalności Fotoklubu RP uczestniczył do 2021.

## Twórczość literacka
- Gra (2008) – poezja
- Wojna Kwiatów (2009) – poezja
- Dom Nadzoru (2009) – opowiadania
- Eroticon (2010) – zbiór utworów erotycznych, wspólnie z Janem Siwmirem, Wiolettą Sobieraj, Piotrem i Agnieszką Goszczyckimi, Agatą Kyzioł
- Ogólna teoria jesieni (2010) – powieść
- Wbrew naturze (2010) – antologia opowiadań, m.in. z Włodzimierzem Kowalewskim, Anną Janko, Agnieszką Drotkiewicz, Grażyną Plebanek, Izabelą Sową, Beatą Rudzińską, Izabelą Szolc
- Krawiec (2012) – poemat dygresyjny
- Za bramami Ziemi Obiecanej – Behind the Gates of the Promised Land (2013) – fotografia dokumentalna
- Finał teatru krzyża/Финал Театра Креста (2017) – poezja, wyd. Wahazar, Moskwa, przekł. na jęz. rosyjski Andriej Bazilevskij
- Dwoje na wzgórzu (2018) – poezja, wstęp Józef Baran
- Fourteen Minutes: Selected Poems (2018) – poezja, wyd. Cross-Cultural Communications, Nowy Jork, przeł. na jęz. angielski Erik La Prade

Ponadto eseje, recenzje, felietony, rozmowy, wiersze, opowiadania i fotografie publikowane m.in. w czasopismach: Twórczość, Format, Exit, Odra, Migotania, Fraza, Krytyka Literacka, Myśl Polska, Dziennik Polski, Lamus

## Filmografia
- Nocleg (1989) – oświetlenie planu
- Transmisja (1990) – aktor
- Ogień i Lód (1991) – aktor
- Nikt nic nie wie (1992) – asystent reżysera